# 春風いちばんっ
『春風いちばんっ』（はるかぜいちばんっ）は、ストライク平助による日本の4コマ漫画作品。
一迅社発行の『まんが4コマKINGSぱれっと』にて、2008年2月号から2010年6月号まで連載された。

## ストーリー
家政婦の春風が住み込みで働くことになった野賀家に住んでいたのは、典々とメグミンの2人兄妹だった。さらには隣に住む少女・桜ちえりや、メグミンの同級生の少年・黒光剛毅も登場。一気に賑やかになった野賀家の日常を描く、ラブコメ要素を含んだホームコメディ。
なお本作には、同作者の前作『今日もサツキ晴れ!』からゲスト出演している人物も何人か存在する（後述）。

## 登場人物
草田 春風（くさた はるかぜ）
野賀家で働くことになった住み込み家政婦。見た目は若々しい女性だが、実は結構な年齢。甥のいちごの影響からか、ややオタク知識が多く典々やメグミンを困惑させることもある。基本的に明るく屈託のない性格だが、問題に直面した時に一人で悩んでしまうことも少なくない。野賀家での生活の中で次第に典々のことを意識し始めるが、恋愛感情と自分の実際の年齢との狭間で思い悩むようになっていく。
野賀 典々（のが てんてん）
野賀家の長男で高校2年生。通称ノガテン。眼鏡をかけている。しっかりした性格で、妹のメグミンのことをとても気にかけている。やや虚弱体質。特に、「若い女性に触れられると吐く」という致命的な体質を持っている。春風のことも若い女性と思い込んでいるため、触れられたらアウト。コンビニでアルバイトをしている。実はかつては孤児だったが、野賀家に引き取られ、メグミンの兄となった。「典々」という名もそのとき両親によって名づけられたもの。
野賀 メグミン（のが メグミン）
野賀家の長女で高校1年生。両親とも日本人だが、やや外国人顔で、髪も元々金髪だったのを茶色に染めている。黒光にもそのことを揶揄されている。兄の典々のことを慕っており、ややブラコン気味。寝起きが非常に悪く、寝惚けたままで朝食を摂ったり歯を磨いたりする。春風の実の年齢を知っている唯一の人物。
黒光 剛毅（くろびかり ごうき）
メグミンの同級生の少年。名前や髪型、登場の仕方など、ゴキブリを連想させる要素が多く、春風にはゴッキーと呼ばれている。ちえりに追われていた際、かくまってもらうために野賀家に転がり込み、それ以来野賀家にしばしば顔を出すようになる。お調子者でやや空気を読めない性格。威勢は良いのだが力は弱い。女性には全く興味なし。本人曰く「心に決めた」人物（しかも男）がいるのだが、あくまで生き方に憧れているだけである。
桜 ちえり（さくら ちえり）
野賀家の隣に引っ越してきた少女。8歳。フランス人と日本人のハーフであり、片言の日本語を喋る。メグミンのことが好きであり、彼女のことを「王子様」と呼ぶ。逆にメグミンのことを馬鹿にする黒光とは犬猿の仲であり、しばしば「呪い」と称して彼に毒薬を盛ったりすることも。
緑川 ののみ（みどりかわ ののみ）
典々の同級生の少女。眼鏡をかけている。典々のことが好きだが、気が弱いため、なかなか言い出せずにいる。
はっちぃ
春風がペットショップで押し付けられ、野賀家で飼うことになった犬。黒光のはちまきをもらったことから、この名が付いた。

### 前作からの登場人物
草田 いちご（くさた いちご）
春風の甥で、高校2年生。容姿は良いのだが、重度のオタク。春風を実家に連れ戻すために、野賀家にやって来る。
草田 冬風（くさた ふゆかぜ）
春風の姉であり、いちごの母。会社の社長をしているが、かつて夫に捨てられたショックから、記憶喪失が進んでいる。息子のいちごのことさえもまともに認識できないこともある。
鈴吾 倫（りんご りん）
ペットショップ「エトピリカ」の社長。実はいちごの異母姉。春風にはっちぃを押し付けた。
緑川 らみ（みどりかわ らみ）
ののみの姉。前作に登場した「松戸コンツェルン」系列のブティックの経営者。妹の恋愛を応援している。
八ツ崎 倍男（やつざき ばいお）
黒光の旧友であり、彼の言う「心に決めた人物」その人。元は御曹司であり、生物工学にも長けているが、訳あって現在は公園でテント生活中。
キャプリコン
典々のアルバイト先のコンビニでの、先輩店員の女性。怒らせると怖い。実は八ツ崎が作った強化クローン人間である。

## 書籍情報
一迅社から「まんが4コマKINGSぱれっとコミックス」として刊行されている。全2巻。
1. 2009年5月5日 初版発行 ISBN 978-4-7580-8039-2
2. 2010年7月5日 初版発行 ISBN 978-4-7580-8087-3